# Francisco Gómez (Leichtathlet)
Francisco Gómez Hechavarría (* 7. Februar 1957 in Palma Soriano) ist ein ehemaliger kubanischer Sprinter und Weitspringer.
Im Weitsprung gewann er bei den Zentralamerika- und Karibikspielen 1974 Bronze und wurde Sechster bei den Panamerikanischen Spielen 1975 in Mexiko-Stadt.
Bei den Olympischen Spielen 1976 in Montreal wurde er Fünfter in der 4-mal-100-Meter-Staffel und erreichte über 100 m das Viertelfinale.

## Persönliche Bestleistungen
- 100 m: 10,1 s, 5. April 1975, Havanna
- Weitsprung: 7,90 m 20. April 1975, Havanna